# Trio di Detroit
Il Trio di Detroit è un dipinto a olio su tela (84×69 cm) attribuito a Giorgione, Tiziano e Sebastiano del Piombo, databile al 1500 circa e conservato nell'Institute of Arts di Detroit.

## Storia e descrizione
L'attribuzione, peraltro piuttosto incerta, si basa su un'iscrizione sul retro della tavola ("Fra Sebastiano del Piombo, Giorzon, Tizian"), che farebbe pensare a una triplice paternità dell'opera, forse avviata dal maestro Giorgione e poi completata dai suoi due allievi più portati dopo la sua morte nel 1510. Alcuni però ritengono l'opera un falso in stile, cinquecentesco se non più tardo. Si sono fatti i nomi anche di Giovanni Cariani o Palma il Vecchio.
Su uno sfondo scuro si vedono tre personaggi a mezza figura, due donne e un uomo al centro. Essi sono disposti in varie pose (di profilo e di tre quarti con diverse angolazioni) e mostrano una certa differenza di segno che farebbe pensare a Giorgione per la figura maschile, dai contorni smorzati e dai soffusi passaggi cromatici, Tiziano per la donna di sinistra, dal chiaroscuro e dalla volumetria più intensi e decisi, e fra' Sebastiano per quella di destra, definita con una cura più tradizionale.
Singolare la mano che la donna di sinistra appoggia sul petto di quella di destra, come a fermarla o a confortarla. Il significato di queste "figure grandi" resta però misterioso. Alcuni le hanno lette come "Amor, Concordia e Honor" o "Amor, Charitas e Humanitas" sulla base delle lettere ACH ricamate sul berretto della figura maschile; altri hanno pensato un Giasone tra Medea e Creusa.
Ne esistono varie copie, tra cui una molto fedele seicentesca, nelle gallerie dell'Accademia a Venezia.